# Coabey
Coabey es un barrio ubicado en el municipio de Jayuya en el estado libre asociado de Puerto Rico. En el Censo de 2010 tenía una población de 2166 habitantes y una densidad poblacional de 219,62 personas por km².

## Geografía
Coabey se encuentra ubicado en las coordenadas 18°12′51″N 66°33′44″O / 18.21417, -66.56222. Según la Oficina del Censo de los Estados Unidos, Coabey tiene una superficie total de 9.86 km², de la cual 9.86 km² corresponden a tierra firme y (0%) 0 km² es agua.

## Demografía
Según el censo de 2010, había 2166 personas residiendo en Coabey. La densidad de población era de 219,62 hab./km². De los 2166 habitantes, Coabey estaba compuesto por el 90.86% blancos, el 3.42% eran afroamericanos, el 0.18% eran amerindios, el 0.05% eran asiáticos, el 0% eran isleños del Pacífico, el 4.11% eran de otras razas y el 1.39% pertenecían a dos o más razas. Del total de la población el 99.72% eran hispanos o latinos de cualquier raza.